# Мексички пезос
Мексички пезос (шп. peso mexicano) је званична валута у Мексику. Међународни код је MXN. Симбол за пезос је Mex$. Издаје га Банка Мексика. У 2008. години инфлација је износила 4,83%. Један пезос састоји се од 100 центавоса.
У оптицају су апоени од 20, 50, 100, 200, 500 и 1000 пезоса као и кованице од 5, 10, 20 и 50 центавоса као и од 1, 2, 5, 10, 20, 50 и 100 пезоса.